# Раброво (Кучево)
Раброво је насеље у Србији у општини Кучево у Браничевском округу. Према попису из 2022. било је 755 становника.
Овде се налази ФК РСК Раброво.

## Прошлост
У Раброву је рођен познати комитски војвода Дуле - Душан Димитријевић Брђанин (1882-1964), запажени учесник комитске акције у Старој Србији и Македонији, Балканских и Првог светског рата, потоњи београдски адвокат. Поред њега у Раброву је рођен и народни херој Војислав Богдановић Сељо.
Указом Краља од 4. јануара 1923. године насеље је добило статус варошице.
Јануара 2023. године отворена је нова библиотека у месту, названа по књижевнику Стевану Вребалову, настала на основу донације грађана, издавача и породице Вребалов.

## Демографија
У насељу Раброво живи 1007 пунолетних становника, а просечна старост становништва износи 45,5 година (43,1 код мушкараца и 47,8 код жена). У насељу има 358 домаћинстава, а просечан број чланова по домаћинству је 3,41.
Ово насеље је великим делом насељено Србима (према попису из 2002. године), а у последња три пописа, примећен је пад у броју становника.
|  |

| Демографија | Демографија | Демографија |
| Година      | Становника  | Становника  |
| ----------- | ----------- | ----------- |
| 1948.       | 1.821       |             |
| 1953.       | 1.875       |             |
| 1961.       | 1.921       |             |
| 1971.       | 1.814       |             |
| 1981.       | 1.666       |             |
| 1991.       | 1.441       | 1.304       |
| 2002.       | 1.219       | 1.397       |
| 2011.       | 1.025       |             |

| Етнички састав према попису из 2002.‍ | Етнички састав према попису из 2002.‍ | Етнички састав према попису из 2002.‍ | Етнички састав према попису из 2002.‍ | Етнички састав према попису из 2002.‍ |
| ------------------------------------ | ------------------------------------ | ------------------------------------ | ------------------------------------ | ------------------------------------ |
|                                      |                                      |                                      |                                      |                                      |
| Срби                                 | Срби                                 |                                      | 1.188                                | 97,45%                               |
| Црногорци                            | Црногорци                            |                                      | 9                                    | 0,73%                                |
| Власи                                | Власи                                |                                      | 5                                    | 0,41%                                |
| Југословени                          | Југословени                          |                                      | 5                                    | 0,41%                                |
| Румуни                               | Румуни                               |                                      | 2                                    | 0,16%                                |
| Македонци                            | Македонци                            |                                      | 2                                    | 0,16%                                |
| Хрвати                               | Хрвати                               |                                      | 1                                    | 0,08%                                |
| Мађари                               | Мађари                               |                                      | 1                                    | 0,08%                                |
| непознато                            | непознато                            |                                      | 5                                    | 0,41%                                |

| Година пописа     | 1948. | 1953. | 1961. | 1971. | 1981. | 1991. | 2002. |
| ----------------- | ----- | ----- | ----- | ----- | ----- | ----- | ----- |
| Број домаћинстава | 423   | 425   | 450   | 422   | 411   | 369   | 358   |

| Број чланова      | 1  | 2  | 3  | 4  | 5  | 6  | 7  | 8  | 9 | 10 и више | Просек |
| ----------------- | -- | -- | -- | -- | -- | -- | -- | -- | - | --------- | ------ |
| Број домаћинстава | 66 | 96 | 51 | 41 | 43 | 25 | 18 | 12 | 4 | 2         | 3,41   |

| Пол    | Укупно | Неожењен/Неудата | Ожењен/Удата | Удовац/Удовица | Разведен/Разведена | Непознато |
| ------ | ------ | ---------------- | ------------ | -------------- | ------------------ | --------- |
| Мушки  | 501    | 103              | 343          | 37             | 14                 | 4         |
| Женски | 536    | 52               | 344          | 117            | 23                 | 0         |
| УКУПНО | 1.037  | 155              | 687          | 154            | 37                 | 4         |

| Пол    | Укупно                    | Пољопривреда, лов и шумарство | Рибарство                            | Вађење руде и камена | Прерађивачка индустрија       |
| ------ | ------------------------- | ----------------------------- | ------------------------------------ | -------------------- | ----------------------------- |
| Мушки  | 253                       | 66                            | 0                                    | 2                    | 67                            |
| Женски | 179                       | 79                            | 0                                    | 0                    | 24                            |
| УКУПНО | 432                       | 145                           | 0                                    | 2                    | 91                            |
| Пол    | Производња и снабдевање   | Грађевинарство                | Трговина                             | Хотели и ресторани   | Саобраћај, складиштење и везе |
| Мушки  | 7                         | 5                             | 44                                   | 9                    | 13                            |
| Женски | 2                         | 0                             | 40                                   | 4                    | 0                             |
| УКУПНО | 9                         | 5                             | 84                                   | 13                   | 13                            |
| Пол    | Финансијско посредовање   | Некретнине                    | Државна управа и одбрана             | Образовање           | Здравствени и социјални рад   |
| Мушки  | 1                         | 0                             | 6                                    | 12                   | 6                             |
| Женски | 1                         | 1                             | 1                                    | 14                   | 13                            |
| УКУПНО | 2                         | 1                             | 7                                    | 26                   | 19                            |
| Пол    | Остале услужне активности | Приватна домаћинства          | Екстериторијалне организације и тела | Непознато            | Непознато                     |
| Мушки  | 7                         | 0                             | 0                                    | 8                    | 8                             |
| Женски | 0                         | 0                             | 0                                    | 0                    | 0                             |
| УКУПНО | 7                         | 0                             | 0                                    | 8                    | 8                             |